# پومارینری (لیما)
پومارینری (به اسپانیایی: Pumarinri) یک کوه در پرو است که در Peru, Lima Region واقع شده‌است. پومارینری ۵٬۴۶۵ متر بالاتر از سطح دریا واقع شده‌است.